# Tetralocularia
Tetralocularia, monotipski biljni rod iz porodice slakovki smješten u tribus Aniseieae. Jedina vrsta je T. pennellii, lijana iz tropske Amerike (Francuska Gijana, Kolumbija, Bolivija)
Rod je opisan u Lilloa 30: 66. 1960.